# 시모나 스타소바

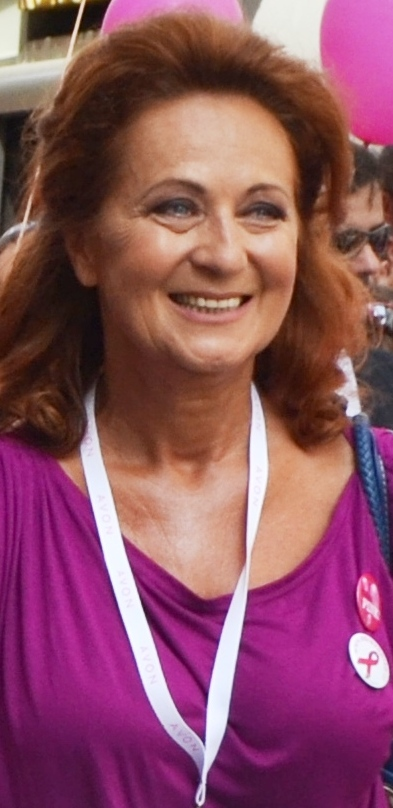

시모나 스타소바(Simona Stašová, 1955년 3월 19일 ~ )는 체코의 배우이다.
프라하에서 태어났다.

## 영화
- 리다 바로바 (2016년)
- 비의 요정 (2010년)
- 행복 (2005년)
- 러브 러브 프라하 (2005년) - 야나 역
- 희생자와 살인자 (2000년)
- 나의 아름다운 비밀 (2000년)
- 아늑한 곳 (1999년)